# Ken Davitian
Kenneth Davitian, född 19 juni 1953 i Los Angeles, är en amerikansk skådespelare med Iran-armeniskt påbrå. 
Davian är mest känd för rollen som producenten Azamat Bagatov i filmen Borat. Han spelade även rollen som Xerxes, persernas konung, i komedin Meet The Spartans (2008) som är en parodi på filmen 300. Där omnämns för övrigt hans rollfigur med frasen "he looked a lot like the fat guy from Borat".
Tidigare har han bland annat medverkat i TV-serier, som exempelvis Cityakuten, The Shield, Gilmore Girls, Six Feet Under och Boston Legal.

## Filmografi (urval)
- 2000 – Cityakuten, avsnitt Such Sweet Sorrow (gästroll i TV-serie)
- 2002 – The Shield, avsnitt Blowback (gästroll i TV-serie)
- 2002 – Gilmore Girls, avsnitt Take the Deviled Eggs... (gästroll i TV-serie)
- 2003 – Six Feet Under, avsnitt I'm Sorry, I'm Lost (gästroll i TV-serie)
- 2006 – Boston Legal, avsnitt Chitty Chitty Bang Bang (gästroll i TV-serie)
- 2006 – Borat
- 2007 – Cityakuten, avsnitt Family Business (gästroll i TV-serie)
- 2008 – Meet the Spartans
- 2008 – Get Smart
- 2009 – Not Forgotten
- 2011 – The Artist